# Фридрих Август фон Шьонберг
Фридрих Август фон Шьонберг (на немски: Friedrich August von Schönberg; * 12 юни 1795 в Таненберг (Саксония); † 5 април 1856 в Дрезден) е благородник от стария саксонски род Шьонберг, господар във Венинген-Аума, Зоделсдорф и Зилберфелд.
Той е син на Рудолф Кристоф фон Шьонберг (1763/1764 - 1796) и съпругата му Фридерика Хенриета фон Пфлугк (1762 – 1807), дъщеря на Кристоф Ернст фон Пфлугк и Августа Мариана София фон Мойзебах.
Той служи в двора на великия херцог на Саксония-Ваймар-Айзенах.

## Фамилия
Фридрих Август фон Шьонберг се жени на 31 октомври 1819 г. в Рошютц за фрайин Каролина Кристиана фон Бранденщайн (* 2 октомври 1798, Гютерлитц; † 17 октомври 1880, Дрезден), правнучка на фрайхер Юлиус фон Бранденщайн (1699 – 1771), внучка на фрайхер Йохан Кристоф фон Бранденщайн (1734 – 1808), дъщеря на фрайхер Йохан Кристоф Фердинанд фон Бранденщайн (1775 – 1851) и Мариана Каролина София фон Екхарт (1780 – 1814). Те имат една дъщеря:
- Каролина Аделхайд Ернестина фон Шьонберг (* 31 юли 1826, Хайн при Гера; † 16 февруари 1894, дворец Мораван), омъжена на 6 март 1849 във Венинген-Аума за граф Курт Франц Венцел Кристоф Ердман Цедтвитц фон Мораван и Дупау (* 3 октомври 1822, Аш, Бохемия; † 19 ноември 1909, Пресбург), съветник на австрийския император; имат два сина и дъщеря